# Modifikovaná harvardská architektura
Modifikovaná harvardská architektura kombinuje funkce harvardské architektury a von Neumannovy architektury. Má sice oddělenou paměť dat a paměť programu, využívají však společná data a adresovou sběrnici. Architektura tak umožňuje snadný přenos dat mezi oddělenými paměťmi. Umožňuje zacházet s instrukcemi jako s daty, tj. přenést část kódu do paměti dat. Mezi hlavní výhody patří: nižší náklady, rychlý přístup k paměti, efektivní využití paměti. Příkladem použití této architektury je rodina jednočipů Intel 8051 a jemu podobných, dále jsou to digitální signálové procesory (DSP) a také profesionální audio/video stanice.